# Martin Göß

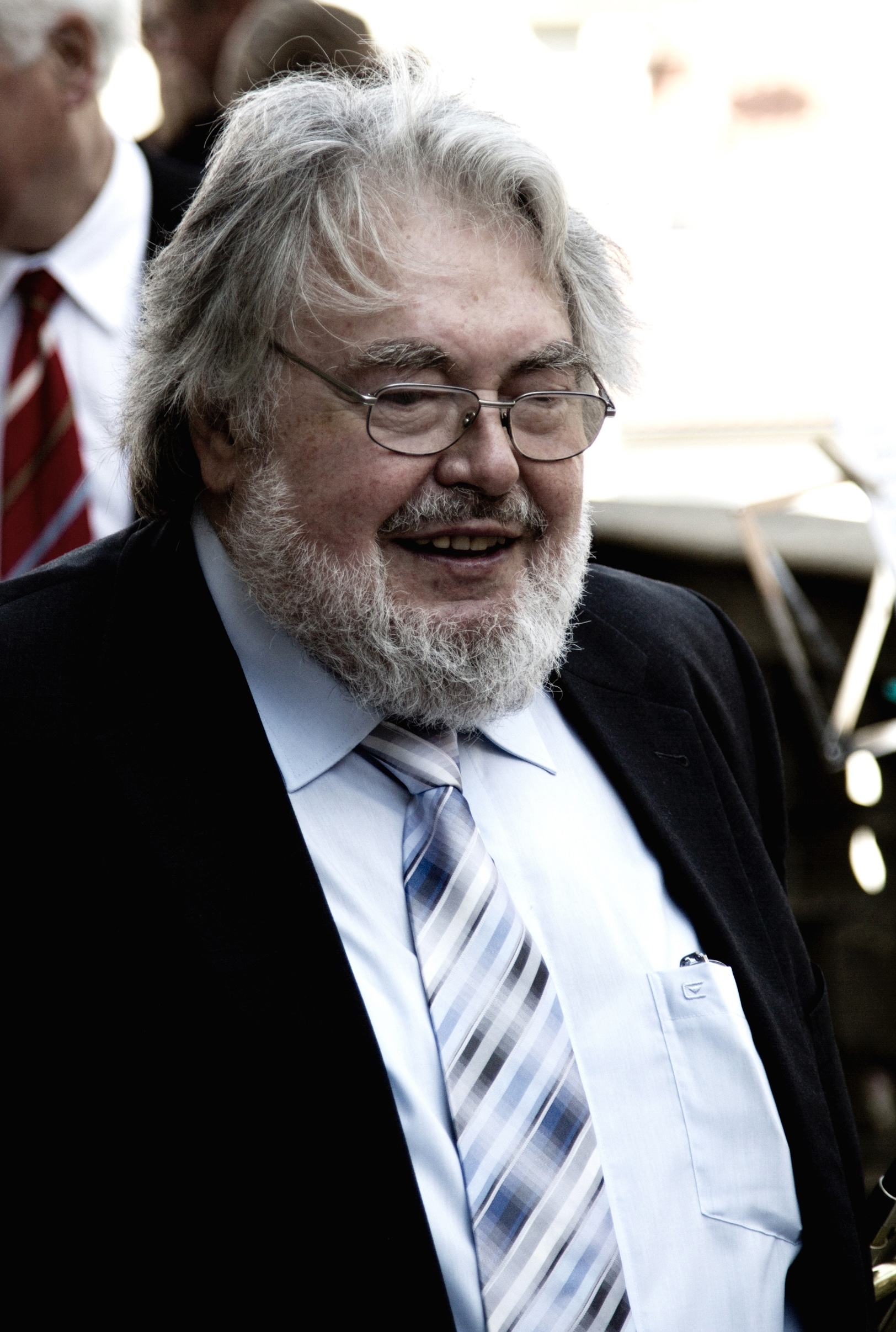
Martin Göß 2010

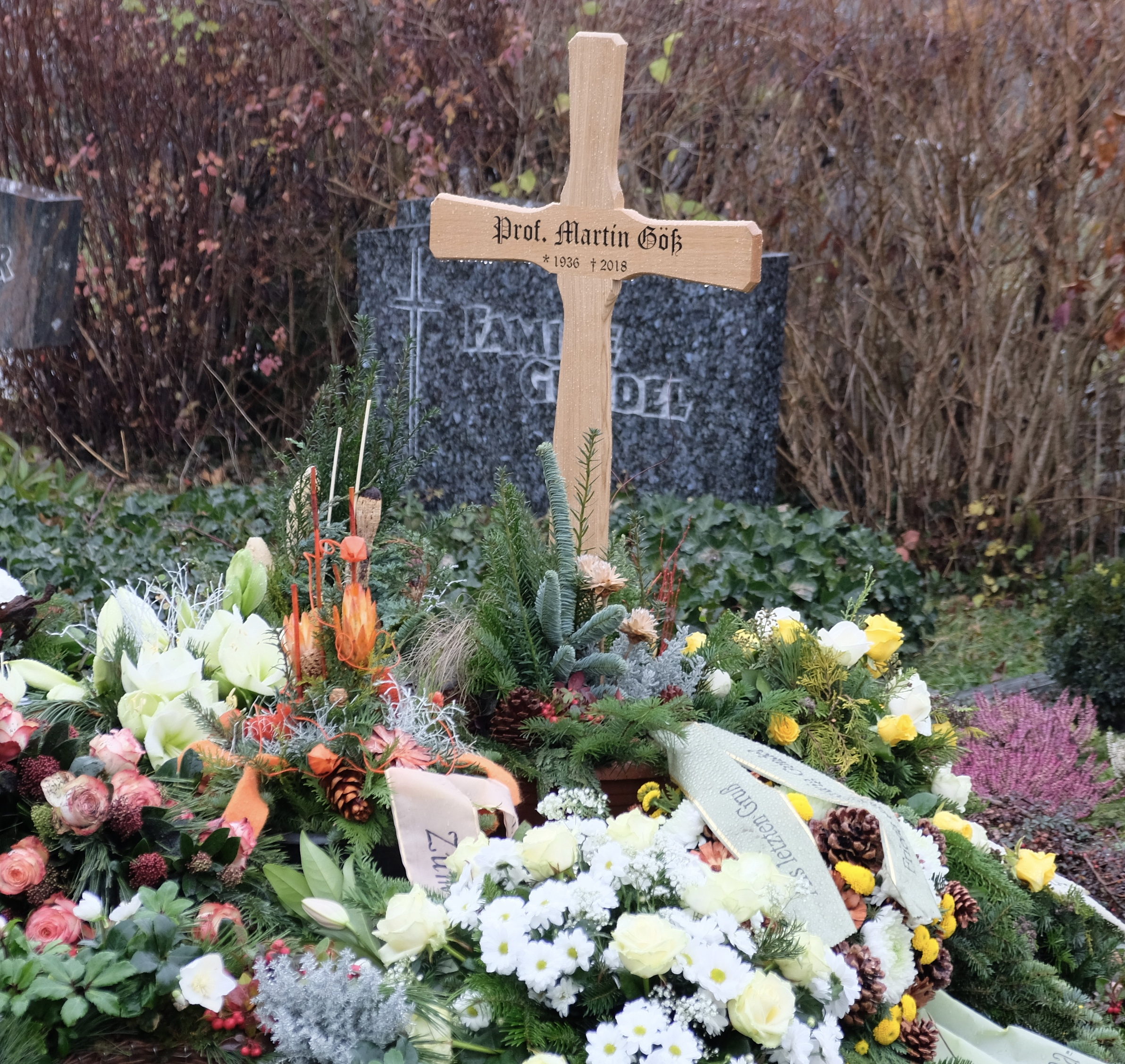
Grab von Martin Göß

Martin Göß (* 9. Mai 1936 in Gallmersgarten; † 24. November 2018 ebenda) war ein deutscher Posaunist und Musikprofessor.

## Leben
Martin Göß studierte Posaune bei Walter Daum am Bayerischen Staatskonservatorium der Musik in Würzburg. Anschließend war er als Soloposaunist unter anderem Mitglied der Staatsoper Hannover und des hr-Sinfonieorchesters.
Von 1983 bis 2001 war er Professor für Posaune an der Hochschule für Musik Würzburg. Nach der Pensionierung war er weiterhin als Lehrbeauftragter für Orchesterstudien im Fach Posaune tätig. Viele seiner ehemaligen Studenten sind in renommierten deutschen Orchestern tätig.
Der Internationalen Posaunenvereinigung gehörte er seit der Gründung im Jahr 1988 an. 2010 wurde er zu deren Ehrenmitglied ernannt. 
Er war langjähriges Mitglied des Festspielorchesters der Bayreuther Richard-Wagner-Festspiele, wo er als Soloposaunist und als Basstrompeter tätig war.
Sein Grab befindet sich auf dem Friedhof in Steinach an der Ens.
Bruder Hermann Göß war langjähriges Mitglied der Münchner Philharmoniker und deren Blechbläsergruppe „Blechschaden“. Tochter Gina Göß ist Redakteurin beim WDR.

## Liste ehemaliger Schüler und Studenten (Auswahl)
| Name                | Berufliche Stationen                                                                                          | Position                            |
| ------------------- | --- | ----------------------------------- |
| Benjamin Appel      | Prof. für Posaune in Innsbruck, Münchner Philharmoniker                                                       | Bassposaunist                       |
| Robert Kamleiter    | Münchner Staatsoper                                                                                           | Soloposaunist                       |
| Gerhard Lederer     | Beethoven Orchester Bonn                                                                                      | 2. Posaune                          |
| Stefan Lottermann   | NDR Bigband                                                                                                   | Posaunist                           |
| Oliver Meissner     | Beethoven Orchester Bonn                                                                                      | Soloposaunist                       |
| Michael Munzert     | YouTube-Künstler, Musikschulleiter                                                                            | Posaunist                           |
| Matthias Müller     | Bergische Symphoniker                                                                                         | stellv. Soloposaunist               |
| Klaus Schießer      | Rheinische Philharmonie Koblenz, Staatskapelle Karlsruhe, Gewandhausorchester Leipzig, SWR Symphonieorchester | Soloposaunist/stellv. Soloposaunist |
| Hans-Reiner Schmidt | Sinfonieorchester des Hessischen Rundfunks                                                                    | Soloposaunist                       |
| Lothar Schmitt      | Sinfonieorchester des Hessischen Rundfunks                                                                    | Wechselposaune                      |
| Jochen Schüle       | Sinfonieorchester Münster                                                                                     | Posaunist                           |
| Nils Wogram         | Internationaler Jazzposaunist                                                                                 | Posaunist                           |